# Unec

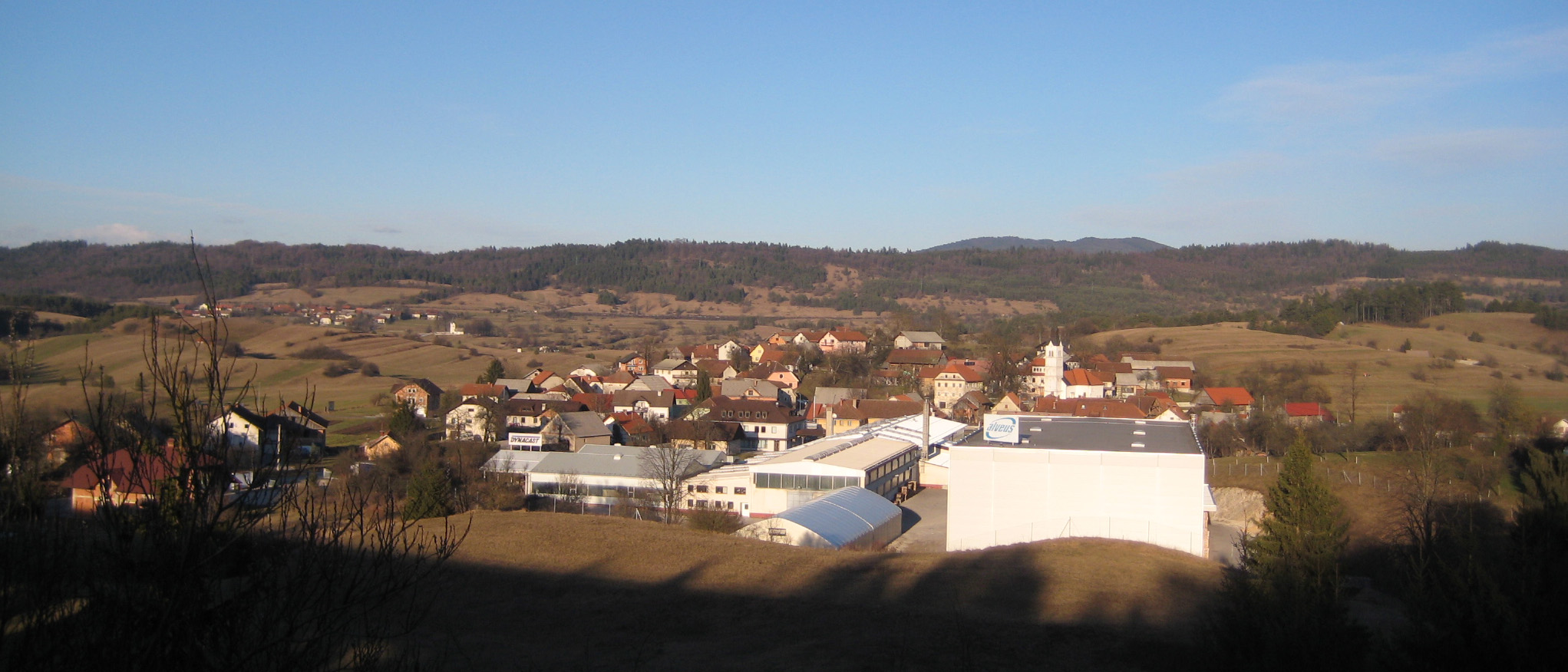
Blick auf Unec aus der Vogelperspektive

Das Dorf Unec (deutsch Maunitz) ist eine Siedlung nordwestlich von Rakek in der Gemeinde Cerknica in Slowenien.

## Name
Unec wurde 1295 erstmals in schriftlichen Quellen als „Mov̊nitz“ und „Mov̊ncz“ (1300: „Mounç“ und 1307: „Movncz“) erwähnt. Morphologisch deutet der Name darauf hin, dass er eine adjektivische Basis hat und von *unъ „gut, begehrt“ abgeleitet werden kann. Eine andere Möglichkeit ist die Ableitung von dem Hypokorismus *Unъ, der sich auf einen frühen Siedler des Ortes bezieht. Der Name steht wahrscheinlich nicht im Zusammenhang mit dem Fluss Una in Kroatien, der vermutlich vorslawischen Ursprungs ist.

## Kirche
Die örtliche Pfarrkirche trägt das Patrozinium des heiligen Martin und gehört zum Erzbistum Ljubljana. Sie wurde erstmals 1526 in Schriftquellen erwähnt, es sind allerdings Elemente von älteren Vorgängerkirchen am Äußeren der Kirche erkennbar.